# 台湾肋毛蕨
台湾肋毛蕨（学名：Ctenitis transmorrisonensis）为叉蕨科肋毛蕨属下的一个种。

## 扩展阅读
- 維基物種上的相關：台湾肋毛蕨